# Jereruk
Jereruk (armenisch Երերույքի), auch Yererouk, Yereruyk, Ererouk, Ereruk’, Jererujk und Jererukh, ist ein ehemaliges Kirchengebäude der Armenischischen Apostolischen Kirche in der nordarmenischen Provinz Schirak nahe der Siedlung Anipemza unmittelbar an der türkischen Grenze. Die im 5. oder 6. Jahrhundert erbaute und später kaum veränderte, dreischiffige Basilika zeigt von allen frühchristlichen armenischen Sakralgebäuden den deutlichsten syrischen Einfluss. Sie wurde bei einem Erdbeben im 17. Jahrhundert schwer beschädigt und in der ersten Hälfte des 20. Jahrhunderts bis auf das fehlende Dach teilrestauriert. Seit 1995 steht die mächtige Ruine als die bedeutendste, aus präarabischer Zeit erhaltene armenische Basilika auf der Tentativliste des UNESCO-Welterbes.
In einem Grab aus dem 8./7. Jahrhundert v. Chr. in der Nähe der Kirche wurde ein urartäisches Gürtelblech aus Bronze gefunden, dessen Gestaltung skythischen und assyrischen Grabfunden ähnelt.

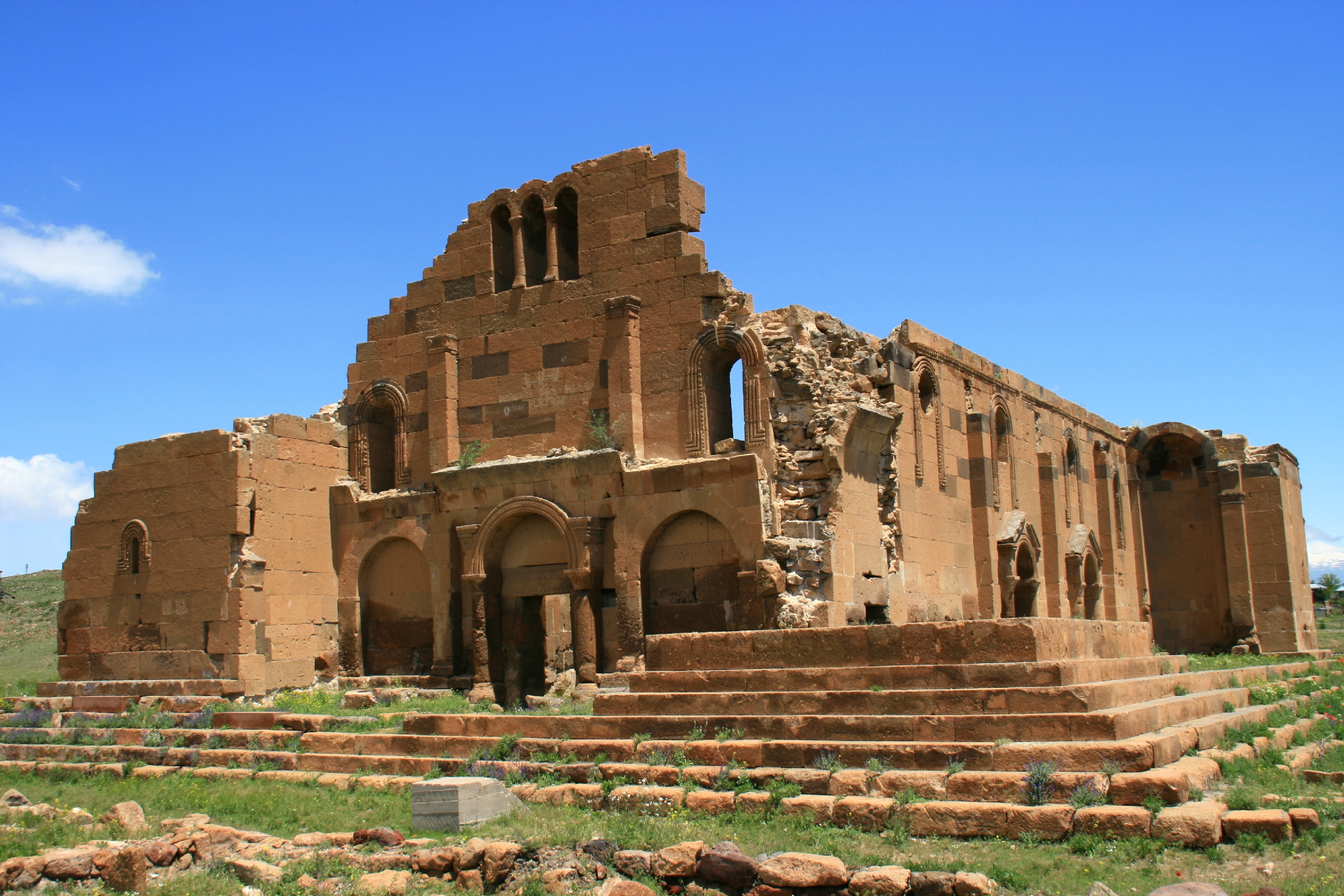
Basilika von Südwesten

## Lage
Koordinaten: 40° 26′ 23″ N, 43° 36′ 33″ O
Von Jerewan kommend zweigt rund 20 Kilometer hinter Etschmiadsin in Armawir eine Landstraße (H17) von der M5 in nordwestlicher Richtung ab und führt durch ein flaches Hügelgebiet mit einigen von kleinparzellierten Feldern umgebenen Dörfern parallel zur türkischen Grenze nach Anipemza. Alternativ ist Anipemza über die M1 zu erreichen, die Jerewan direkt mit Gjumri verbindet. In Talin und in Mastara zweigen von der M1 Nebenstraßen nach Westen ab.
Der in den Aras einmündende Grenzfluss Achurjan wird nördlich des Ortes zu einem 20 Kilometer langen künstlichen See aufgestaut, der sich im Norden bis kurz vor Gjumri ausdehnt und beiden Ländern zur Feldbewässerung dient. Der Achurjan selbst fließt in einer tiefen Schlucht und ist für die Bewässerung ungeeignet. In vorgeschichtlicher Zeit war das gesamte Achurjan-Tal nördlich von Anipemza ein großer See an der Westseite des Vulkanberges Aragaz. Die aus herabströmenden Lavamassen gebildeten Hügelketten hielten das Wasser zurück.
Der Ort Anipemza (Ani Pemza, bis 1938 Kzkule) ist als Landgemeinde (hamaynkner) deklariert und besteht im Wesentlichen aus einigen Wohnblocks, die sich entlang der Durchgangsstraße reihen. Bei der Volkszählung 2001 wurden 349 offizielle Einwohner registriert. Für Januar 2012 gibt die amtliche Statistik 505 offizielle Einwohner an. Während der sowjetischen Zeit befand sich in Anipemza eine Industriefabrik zur Verarbeitung von Bimsstein, die zusammen mit der Tuffstein-Fabrikation von Artik zu den landesweit führenden Baustoffherstellern gehörte. Nach der Unabhängigkeit des Landes 1991 wurde die Fabrik zunächst geschlossen. Die so entstandene Arbeitslosigkeit, der Mangel an Trinkwasser und geeignetem Ackerland haben zu einer Abwanderung der Bevölkerung aus dem randständigen Gebiet geführt.

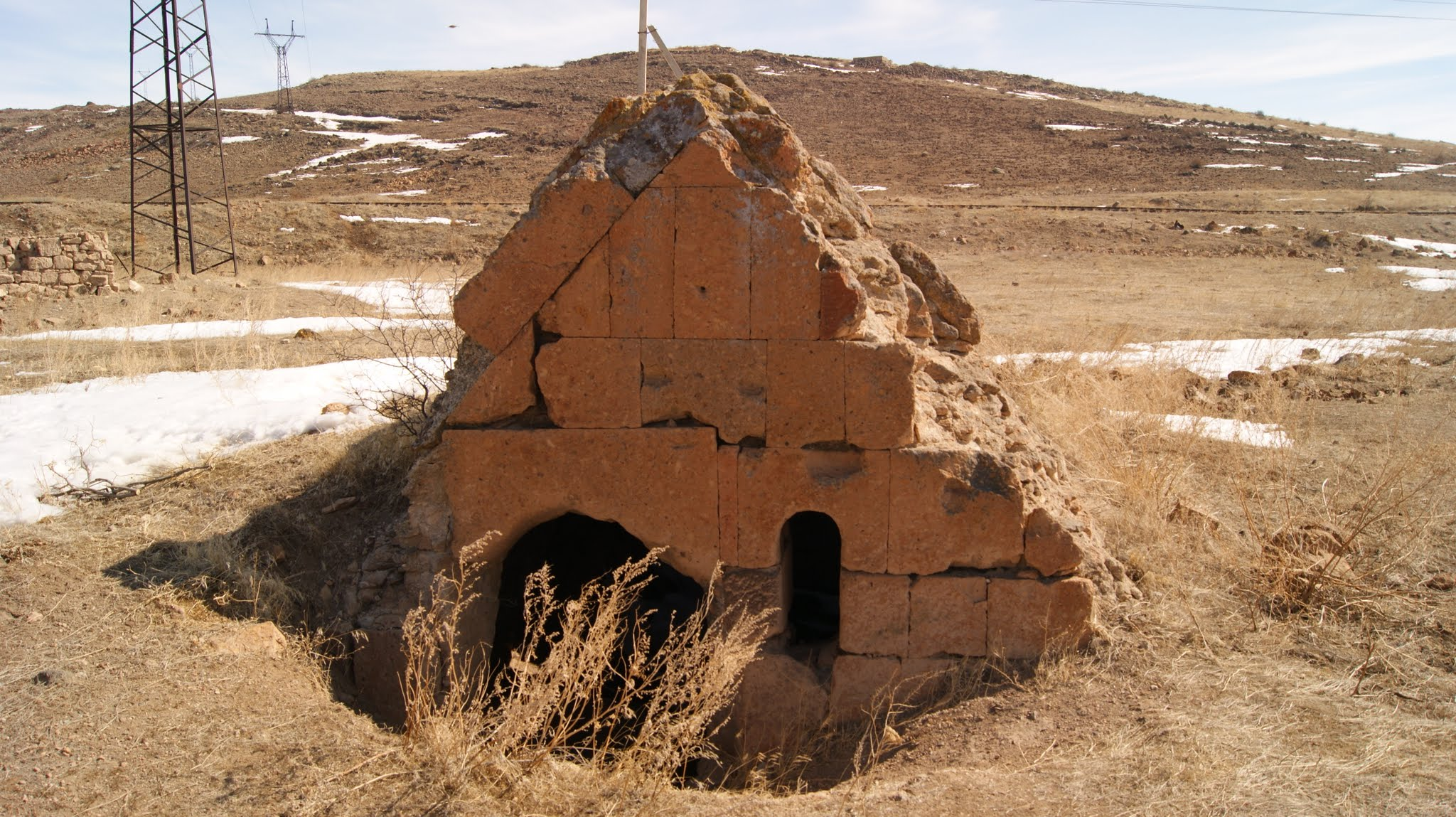
Westseite der Kapelle

Die Basilika von Jereruk steht weithin sichtbar auf einer leicht gewellten baumlosen Ebene am südlichen Rand der Siedlung. Die Entfernung von der Kirchenruine bis zum Fluss beträgt etwas über 300 Meter, geringer ist der Abstand zur Bahnlinie im Osten. 1958 kamen bei Ausgrabungen 200 Meter südöstlich die Reste eines Steindamms aus dem 4./5. Jahrhundert zum Vorschein, mit dem Wasser aus einem vom Achurjan abgeleiteten Kanal in einem Becken gespeichert wurde. In der Nähe befinden sich ferner die Ruinen eines mittelalterlichen Dorfes, eine noch nicht ausgegrabene Kapelle und eine frühere Wohnhöhle. Acht Kilometer nordwestlich liegen die Reste der mittelalterlichen armenischen Hauptstadt Ani auf türkischer Seite am Achurjan. Der Name Anipemza besteht in der ersten Silbe aus der Erinnerung an die von hier aus nicht erreichbare, bedeutendste armenische Ruinenstätte und dem Zusatz -pemza, der vom russischen Wort für Bimsstein abgeleitet ist.

## Urartäischer Fundort

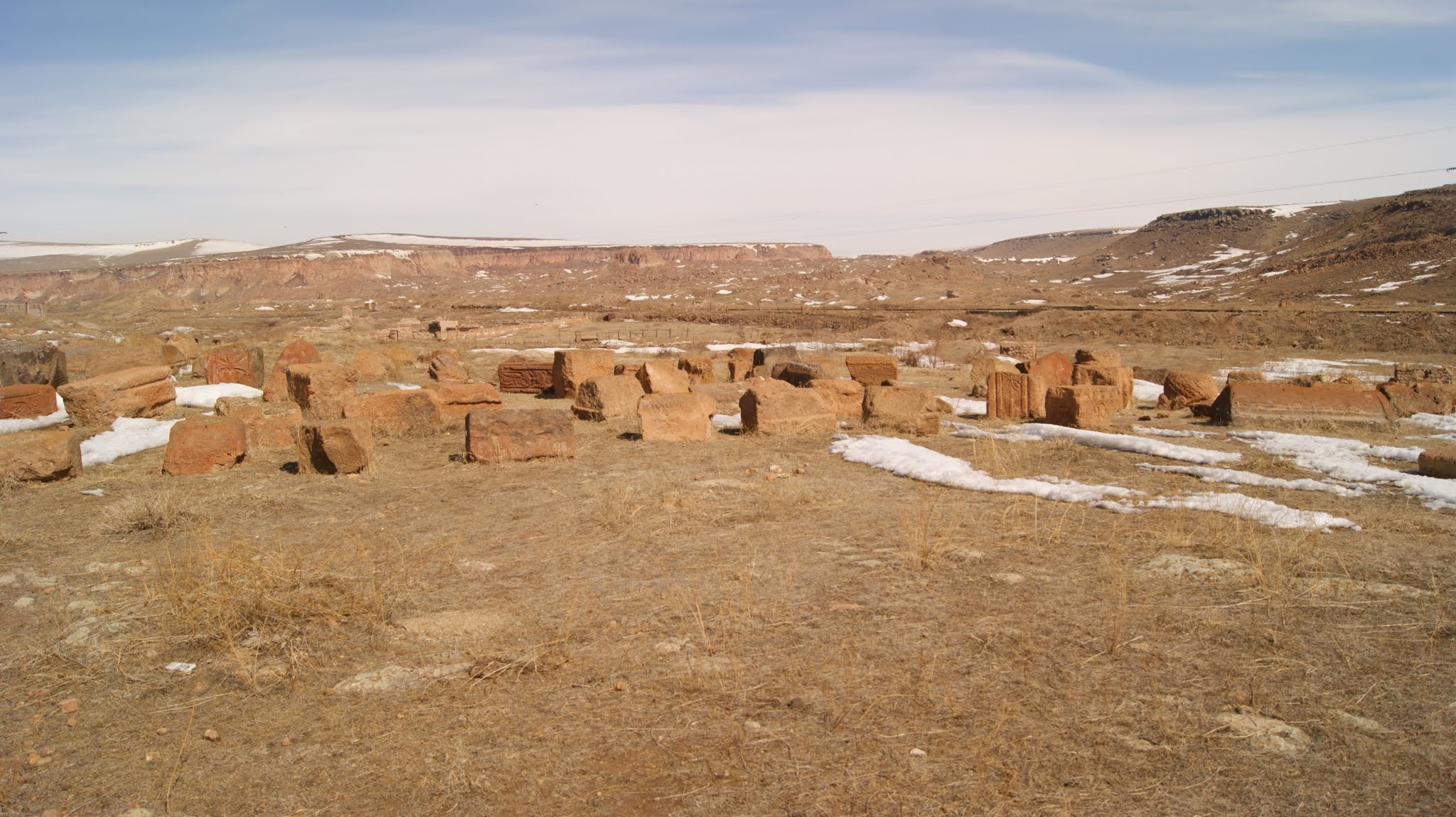
Blick von der Kirche nach Osten

In einer Senke östlich der Basilika wurde ein eisenzeitliches Gräberfeld entdeckt. Ab dem 9. Jahrhundert v. Chr. gründeten die Urartäer eine Reihe befestigter Siedlungen an den Hängen des Aragaz und im fruchtbaren Aras-Tal, wo sie das Land durch Bewässerungskanäle urbar machten. Gut erforscht wurden die Städte Argischtichinili (Argištiḫinili) nahe Armawir, die von König Argišti I. (reg. um 785–753) angelegt wurde, Dvin und Metsamor. Der Name Anipemza taucht in der Geschichtsliteratur auf, weil hier in Grab 6 einer der zahlreichen urartäischen Bronze- und Goldgürtel des 8. und 7. Jahrhunderts v. Chr. gefunden wurde. Keines dieser mit feinen Tierdarstellungen reliefierten Gürtelbleche blieb vollständig erhalten, um seine ursprüngliche Länge zu messen, und von den meisten ist die Herkunft unbekannt. Die stilistisch einheitlichen Bronzegürtel von Anipemza, Zakim (türkische Provinz Kars) und Guschchi (am Nordende des Urmiasees) zeigen mehrere umlaufende Reihen von punzierten Tieren, die sich stets in eine Richtung bewegen. Die Ränder sind durchlöchert, ohne dass sich Spuren von Nieten fanden; die Bleche waren demnach vermutlich auf eine Stoff- oder Lederunterlage genäht.
Keine Fundstelle der Gürtelbleche ist eindeutig datierbar, mit Ausnahme eines Exemplars aus Altıntepe, wo eine Keilschrift darauf hinweist, dass sein Besitzer ein Zeitgenosse von  Argišti I. (reg. 714–680) war. Auf dem Anipemza-Gürtel sind Vogelmenschen zu sehen, die in Guschchi fehlen und den geflügelten Kentauren von Altıntepe ähneln, mit dem Unterschied, dass sie nicht wie jene Bögen in den Händen halten. Das Motiv eines aus verschlungenen Bändern gebildeten Lebensbaums des Anipemza-Gürtels findet sich auch auf einem goldenen Pektoral (Brustschmuck), der zum Schatz von Ziwiye gehört und (neben dem skythischen und assyrischen) den urartäischen Einfluss auf die dortige Kunstproduktion bestätigt. Daraus wird gefolgert, dass die Fundobjekte nicht das Werk der Mannäer gewesen sein können, die in Ziwiye lebten. Ferner ähnelt das Lebensbaummotiv von Anipemza denjenigen auf Kurzschwertern (Acinaces), die in den skythischen Kurganen am Fluss Kelermes (Region Krasnodar, Russland) gefunden wurden.

## Herkunft und Datierung der Kirche
Im 4. Jahrhundert v. Chr. begann in Großarmenien der Aufstieg der aus Baktrien stammenden Orontiden, der ersten armenischen Dynastie. Aus dem kleinasiatisch-iranischen Raum wurde Armenien ab dem 3. Jahrhundert v. Chr. hellenistisch beeinflusst. Bis auf den römischen Tempel von Garni blieben keine Gebäude aus der unmittelbaren vorchristlichen Zeit erhalten, dafür geben an vielen frühchristlichen Kirchengebäuden mehrstufige Sockelunterbauten (Krepis) einen Hinweis, dass die Kirchen über einem älteren heidnischen Tempel errichtet worden sein könnten. Vertreter einer frühen Datierung der Jereruk-Basilika attestieren ihrem sechsstufigen Unterbau einen vorchristlichen Ursprung, während der Bautyp der Basilika der Struktur von im 2. Jahrhundert v. Chr. entstandenen römischen Profanbauten folgt.
Nach der armenischen Überlieferung, die ab der zweiten Hälfte des 5. Jahrhunderts schriftlich greifbar wird, errichtete der heilige Gregor kurz nach 300 in Aschtischat die erste christliche Kirche der Armenier am Platz eines zerstörten zoroastrischen Tempels. Dass das Kirchengebäude in gleicher Größe über dem Tempel errichtet wurde, geht erst aus einer Quelle des 9./10. Jahrhunderts hervor. Eine solche unmittelbare Abfolge behauptet der armenische Kunsthistoriker Toros Toramanian (1864–1934) in seiner Evolutionstheorie, wonach die Urartäer langrechteckige Bauten entwickelt hätten und solcherart heidnische Tempel durch den Einbau einer Apsis und von Nebenräumen im Osten zu den ersten Kirchen umfunktioniert worden seien. Bauuntersuchungen am Mauerwerk der von Toramanian angeführten Beispiele konnten seine These jedoch nicht bestätigen. Die Frage ist, ob aus der in der gesamten Antike vorhandenen Tradition heiliger Kultorte, die von verschiedenen Religionen nacheinander gepflegt wurde, im Einzelfall auf die Weiterverwendung von Gebäudeteilen geschlossen werden kann.
Die ersten armenischen Gotteshäuser waren aus Profanbauten abgeleitete Saalkirchen und Basiliken, noch bevor die für die armenische Architektur charakteristischen Zentralkuppelbauten entstanden. Anders sah es Josef Strzygowski, der in seinem einflussreichen Hauptwerk zur armenischen Baukunst 1918 den angeblich aus der iranischen (im Wortlaut „arischen“) Kultur stammenden Vier-Pfeiler-Zentralbau an den Anfang stellte und die Kathedrale von Bagaran als wesentliche Entwicklungsstufe betrachtete. Die frühchristlichen Basiliken in Armenien hielt er für einen kurzlebigen Import aus der Mittelmeerregion, dem er wenig Bedeutung beimaß.
Aus der vorarabischen Zeit blieben in Armenien fünf große Basiliken als Ruinen erhalten. Neben Jereruk sind dies Jeghward, Aschtarak und Aghtsk (zwischen Agarak und Bjurakan) im Süden des Aragaz sowie Aparan (Kasagh) an der Ostseite des Berges. Die erste Basilika von Dvin kann nur mit Unsicherheit aus den freigelegten Fundamenten und Mauerresten rekonstruiert werden. Der Bau von Dvin wird mit einiger Wahrscheinlichkeit nach historischen Quellen in die 460er Jahre datiert, die ungefähre zeitliche Einordnung der anderen Basiliken ist nur indirekt und durch Stilvergleiche möglich. Aghtsk dürfte die älteste Basilika gewesen und um 364 entstanden sein, weil nach der etwa 470 abgefassten „Epischen Geschichte“ (Buzandaran Patmut’iwnk’), die einem Autor namens Faustus von Byzanz zugeschrieben wird, in diesem Jahr in dem mit der Kirche verbundenen Mausoleum eine Beisetzung stattfand.
Der Forschungsreisende und Geologe Hermann von Abich (1806–1886) besuchte 1844 den Ort und fertigte einen Plan der Kirche an, der erst in Aus Kaukasischen Ländern: Reisebriefe aus den Jahren 1859–1874 veröffentlicht wurde. Abich ergänzte auf seinem Plan die Mauerreste irrtümlich zu einer Kreuzkirche. Ansonsten schien das Interesse im 19. Jahrhundert an der Basilika gering zu sein, vermutlich weil die europäischen Besucher die armenischen Zentralbauten stärker als Besonderheit wahrnahmen. Dies änderte sich im 20. Jahrhundert, als die Basilika von Jereruk aufgrund ihres relativ guten originalen Erhaltungszustands zu der am meisten besprochenen frühchristlichen Kirche Armeniens wurde. Nikolai Marr legte die Ruine 1907 frei und publizierte 1910 auf Russisch in einer ersten Fassung seine Ergebnisse. 1928 und 1948 wurden die vorhandenen Außenwände restauriert.
Nikolai Marr und mit ihm Josef Strzygowski (1918) gingen von einer Entstehung Ende des 5. oder Anfang des 6. Jahrhunderts aus. Die meisten sowjetischen Forscher datieren die Kirche in das 5. Jahrhundert. Jean-Michel Thierry und Patrick Donabédian halten eine Datierung in die erste Hälfte des 6. Jahrhunderts für wahrscheinlich. Die Befürworter einer Entstehung im 4./5. Jahrhundert erkennen einige Umbauten und Ergänzungen im 6. Jahrhundert. Dem widersprechen Thierry und Donabédien, für die dem Bau eine einzige Planung zugrunde zu liegen scheint. Einigkeit herrscht dagegen bei der Einordnung der Basiliken von Jeghward und Aschtarak in das 6. Jahrhundert.

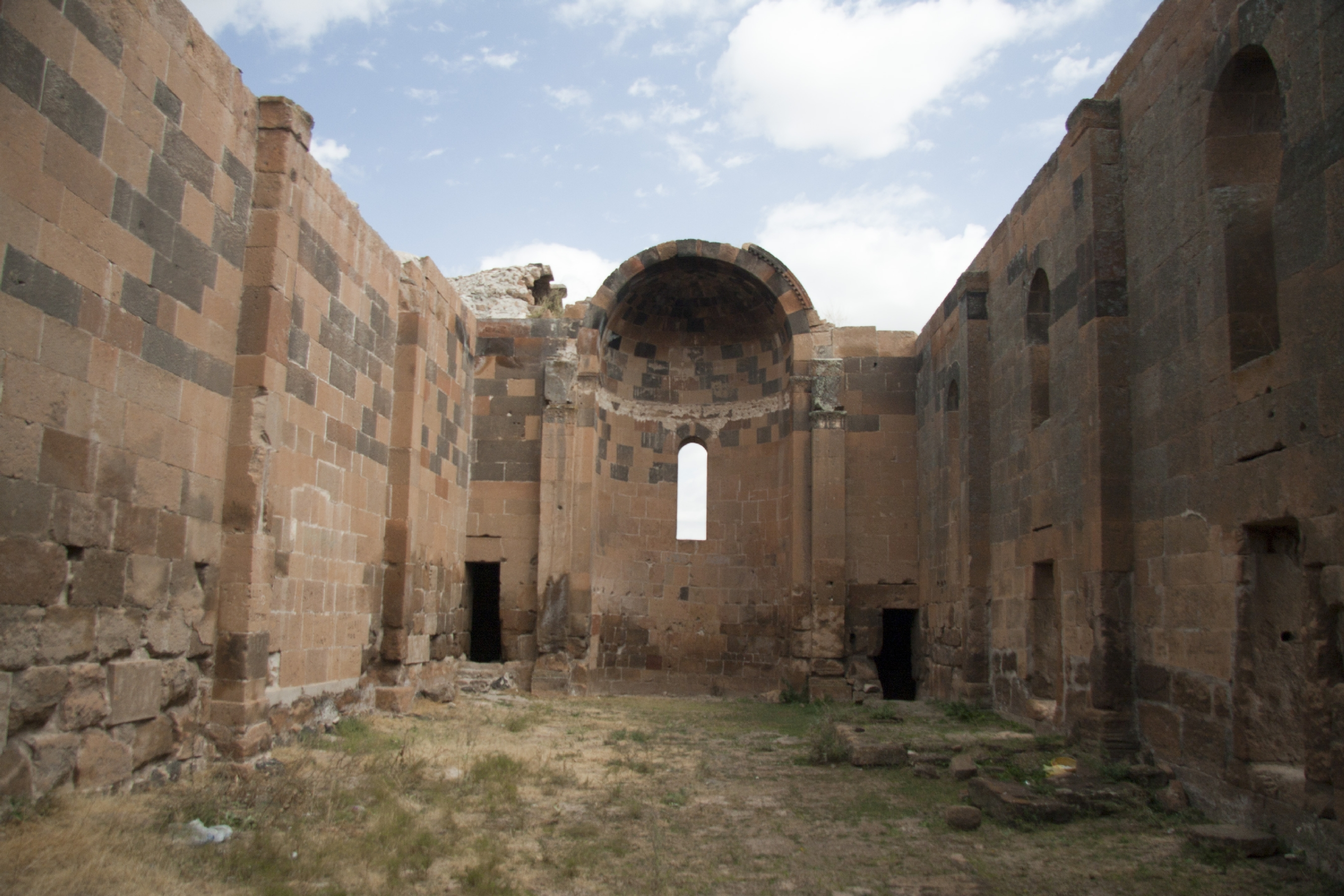
Kirchenschiff Richtung Apsis

Die Diskussion um die Datierung umfasst die Frage nach der Herkunft des basilikalen Bautyps, der in Armenien frühestens im 4. Jahrhundert auftaucht und nach seiner Blütezeit im 6. Jahrhundert durch Kreuzkuppelkirchen (Tekor im 5. Jahrhundert, Talin im 7. Jahrhundert) und Kuppelhallen (Ptghni im 6./7. Jahrhundert) ersetzt wird. Mit dieser Frage hängt die allmähliche Herausbildung und Abgrenzung der armenisch-christlichen Glaubensgemeinschaft zusammen; ein Prozess, der mit der offiziellen Einführung des Christentums Anfang des 4. Jahrhunderts begann und sich etwa bis zum 9. Jahrhundert hinzog. Die beiden grundsätzlichen Glaubensströmungen hatten ihren Rückbezug zum einen in der hellenistisch-byzantinischen Tradition, die kirchenpolitisch für die Armenier im kappadokischen Caesarea (Kayseri) lokalisiert war, und zum anderen in der älteren syrischen Tradition, die von Antiochia ausging. Das Zentrum der erstgenannten war bis zum 5. Jahrhundert das nordarmenische Wagharschapat, das letztere war Aschtischat im südarmenischen Kanton Taron. Bis zur Einführung der armenischen Schrift Anfang des 5. Jahrhunderts diente im Norden Griechisch und im Süden Syrisch als Liturgiesprache.
Von allen armenischen Kirchen zeigt die Basilika von Jereruk in ihrem Grundriss und ihrer bauplastischen Gestaltung den stärksten syrischen Einfluss und steht für den Zusammenhang zwischen der aus Syrien stammenden christlichen und architektonischen Tradition. Die enge Beziehung von Jereruk zu den frühchristlichen syrischen Kirchen, die vor allem im Bereich der Toten Städte lagen, bemerkte als erster Nikolai Marr. Seine These wurde von der Forschung weitgehend übernommen. Andere Ansichten vertreten der armenische Architekturhistoriker Alexandr Sahinian (1910–1982) in den 1960er Jahren, der mit Rückgriff auf Toros Toramanian Jereruk zu einem im 4. Jahrhundert umgebauten heidnischen Tempel erklärt, und 1984 Shahé Der Kevorkian (1944–1998), der die armenischen Kirchen früher datiert als die syrischen und so einen Einfluss ausschließt. Der italienische Kunsthistoriker Adriano Alpago Novello (1932–2005) hält in den 1980er Jahren Jereruk für eine weitgehend eigenständige Schöpfung, an der sich lediglich syrische Schmuckformen erkennen lassen. Zu den Detailfragen dieser Diskussion gehört die Benennung der als Vorbilder in Betracht kommenden syrischen Kirchen und die strittige Rekonstruktion der eingestürzten Dachdeckung.

## Architektur

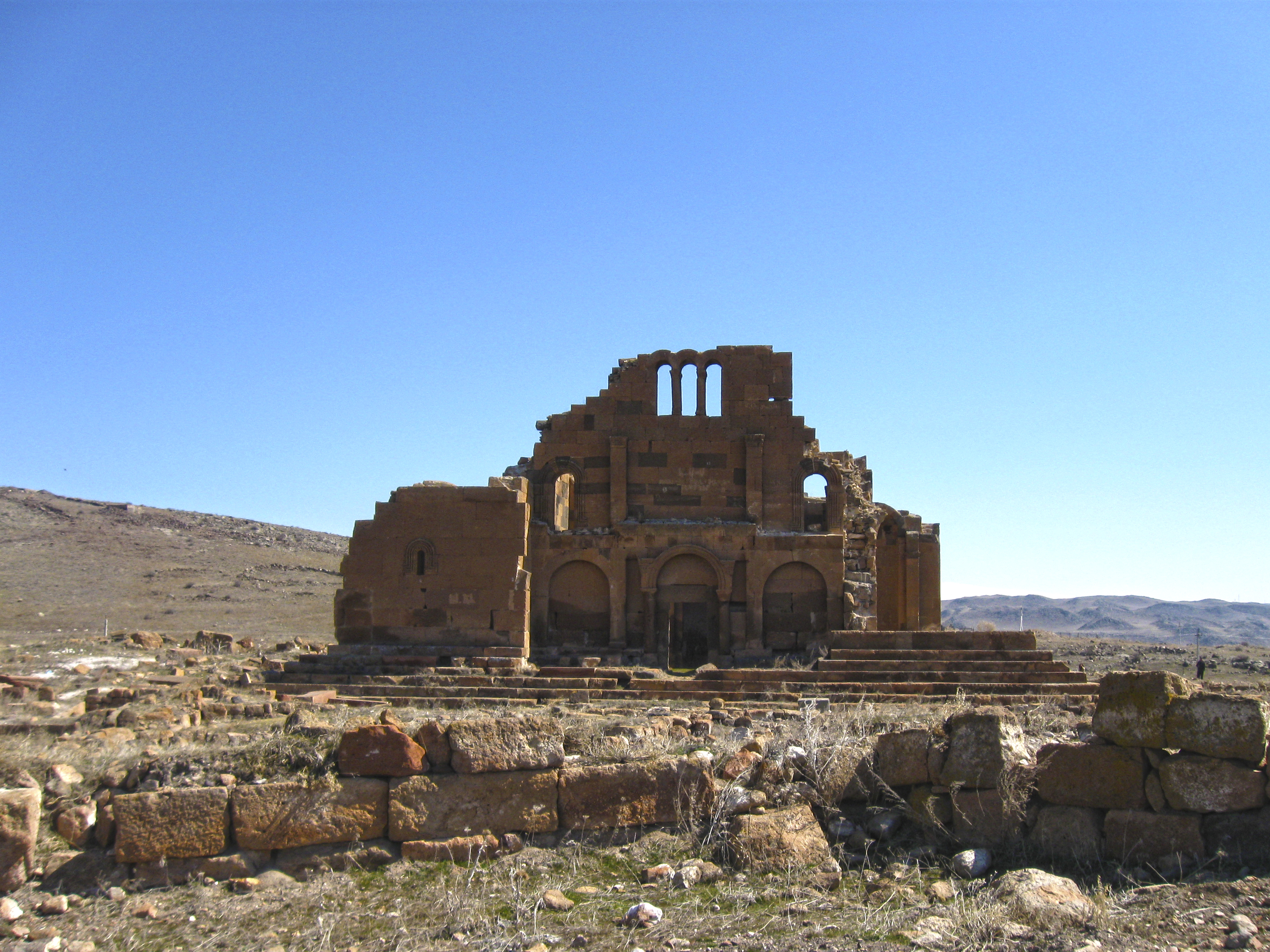
Westgiebel

Das langrechteckige Gebäude aus hellroten Tuffblöcken steht auf einem sechsstufigen Sockel. Vier rechteckige Eckräume überragen das basilikale Kirchenschiff an den Längsseiten und im Westen. Gemäß dem bei Strzygowski (S. 153) abgebildeten Grundriss beträgt die gesamte Außenlänge 36 Meter und die Breite des Betsaals ohne Eckräume außen 14 Meter. Die Mauern sind etwa 1,2 Meter stark. Für die Innenmaße des Betsaals werden 26,6 × 11,45 Meter angegeben. An den beiden Längsseiten und an der Westseite begrenzten die vorspringenden Eckräume möglicherweise Portiken. Den beiden Pilastern außen an der Westseite und den jeweils drei Pilastern außen an den Längsseiten könnten Arkadenstützen zugeordnet gewesen sein, auf denen das Dach der Portiken ruhte. Es wurden jedoch keine Säulenfundamente an den Längsseiten gefunden, weshalb deren Existenz spekulativ bleibt. Alternativ hätten diese Pilaster lediglich als Wandgliederungen gedient. Dagegen sind an der Westseite die Bogenansätze einer später vorgebauten Quertonne erkennbar.
Drei Pfeiler mit kreuzförmigen Grundflächen in jeder Reihe gliederten das Kirchenschiff, wie aus Beobachtungen von Nikolai Marr hervorgeht. Durch die Jochbögen zwischen den Pfeilern mit einer lichten Weite von 6,1 Metern wurde das Mittelschiff wie bei den Basiliken von Aschtarak und Aparan in vier quadratische Felder eingeteilt, die von sehr schmalen Seitenschiffen flankiert waren. An den Innenwänden sind Pilaster zu sehen, in deren Flucht die Pfeiler angeordnet waren. Innerhalb der geraden Ostwand befindet sich eine hufeisenförmige Apsis, deren Durchmesser etwas über fünf Meter beträgt. Die 7 × 2,6 Meter großen Apsisnebenräume sind nur von den Seitenschiffen zugänglich und liegen quer hinter der Ostwand. Ihre Tonnengewölbe trugen ebenfalls mit einem Tonnengewölbe überdeckte Obergeschosse, die abgegangen und deren einstige Zugänge unklar sind. Der Betsaal besaß keine Galerie, die oberen Apsisnebenräume wären also nur über die Dächer der seitlichen Portiken erreichbar gewesen. Für die syrischen Kirchen ist die Herkunft der doppelstöckigen Apsisnebenräume aus dem heidnischen Tempelbau denkbar. Sie waren auch an der Basilika A (Ende 5. Jahrhundert) und der Basilika B (Anfang 6. Jahrhundert) in Resafa vorhanden. Die annähernd quadratischen Eckräume im Westen sind von den Seitenschiffen und vom Portikus der Westseite zu betreten. Während die Apsisnebenräume keine eigenen Apsidiolen besitzen, sind solche als östliche Abschlüsse der seitlichen Portiken vorhanden.
Zwei Eingänge befinden sich in der Südwand und ein Eingang liegt in der Westwand. Dies ist die übliche Anordnung syrischer Basiliken, bei denen die beiden Südeingänge den getrennten Zugang von Männern und Frauen ermöglichten. Die Nordwand ist fensterlos; für Belichtung sorgen ein Fenster von einem Meter Breite in jedem der vier Wandfelder der Südseite und ein Dreiarkadenfenster mit Säulen oben am Westgiebel, das von Rundbogenfenstern auf der Höhe der Fenster an den Längswänden flankiert wird. Die seitlichen Fenster der Westwand wurden im unteren Bereich durch das später angefügte Tonnengewölbe des Portikus teilweise verdeckt. Hinzu kommen ein Fenster in der Apsis und kleine Fensterschlitze in den Außenwänden der Nebenräume.

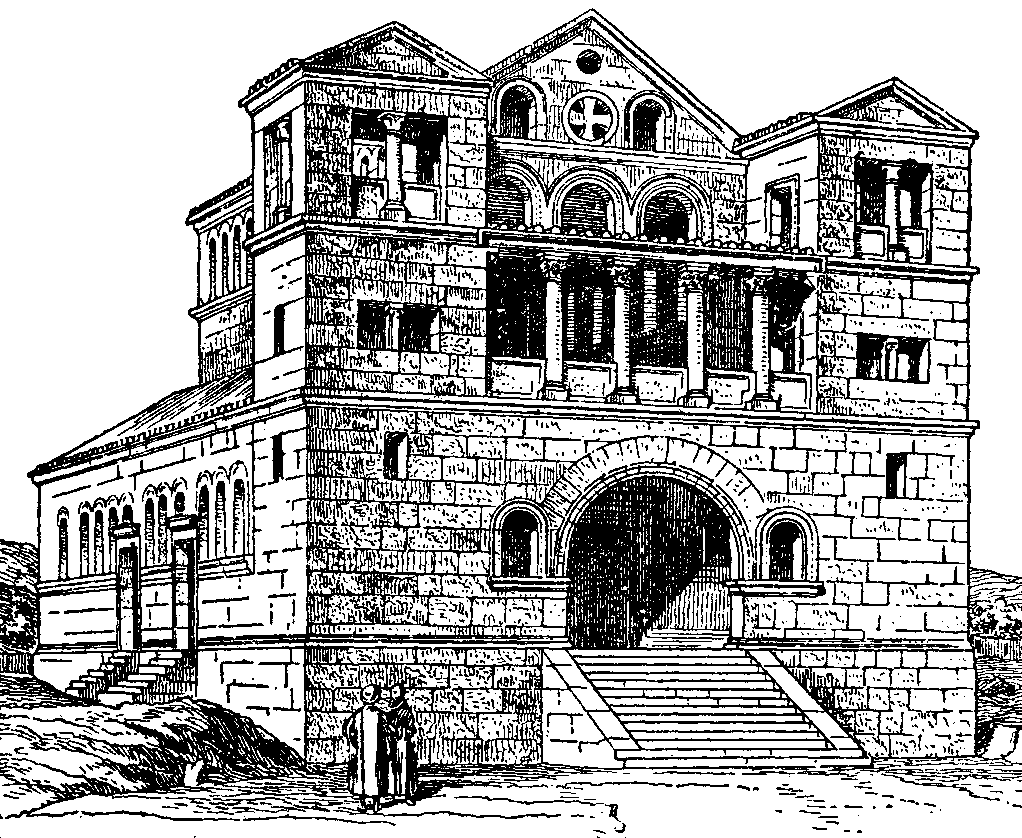
Deir Turmanin. Doppelturmfassade des Westgiebels, erstveröffentlicht von Melchior Comte de Vogüé 1877

Die Westfassade mit ihrem dominanten, von den vorkragenden Eckräumen eingerahmten Portal ist für armenische Kirchen ungewöhnlich und verweist auf syrische Vorbilder. Der armenische Kunsthistoriker Armen Khatchatrian (1971) verglich die Westfassade mit derjenigen der Basilika von Deir Turmanin aus dem 5. Jahrhundert, die bereits Ende des 19. Jahrhunderts völlig verschwunden war und nur von Zeichnungen aus den 1860er Jahren bekannt ist, sowie der Weitarkadenbasilika von Ruweiha (zweite Hälfte 5. Jahrhundert). Diese besaß wie auch die Basilika von Qalb Loze (460er Jahre) eine ähnliche, von einem Doppelturm gebildete Repräsentationsfassade.
Das Problem der Dachdeckung geht auf Josef Strzygowskis Einteilung der dreischiffigen Längsbauten zurück. Er unterschied den Typus der „orientalischen“ (also armenischen) Hallenkirche mit drei längsgerichteten Tonnengewölben von annähernd gleicher Höhe unter einem gemeinsamen Satteldach, den er im frühchristlichen Armenien mehrheitlich fand, von den „syrisch-kleinasiatischen“ (oder „hellenistischen“) Basiliken mit einem hohen Obergaden (Lichtgaden) und einem zweistufigen Dach. Tatsächlich sind drei parallele Tonnengewölbe unter einem Dach erst charakteristisch für die Spätphase der armenischen Baukunst ab dem Ende des 17. Jahrhunderts und finden sich vorwiegend an ländlichen Kirchen (beispielsweise Hripsime-Kirche von Chndsoresk, Tandzaver, Jeghegis oder Shativank, alle um 1700). Für Jereruk rekonstruierte Strzygowski ein dreifaches Tonnengewölbe mit einem niedrigen Lichtgaden, den er aus der „syrischen Holzdachbasilika“ abgeleitet sah und erklärte Jereruk zur einzigen „hellenistischen“ Basilika Armeniens. Anstelle der hölzernen Dachkonstruktion der syrischen Basiliken nahm er, der Ansicht Nikolai Marrs folgend, aus Ziegeln gemauerte Gewölbe an, die auch die Portiken überdeckt hätten. Zu Strzygowskis ideologisch voreingenommener Theorie gehört die Behauptung, dass die armenische Baukunst das Erbe des alten Iran angetreten, jedoch praktisch keinen Kontakt mit dem Hellenismus gehabt hätte. Alexandr Sahinian griff die Hypothese der „armenischen Wölbbasilika“ auf und ließ ab 1970 das eingestürzte Dach der Basilika von Aparan entsprechend wiederaufbauen.
Annegret Plontke-Lüning sieht weder im Fall von Aparan und von Jereruk noch überhaupt eine hinreichende Gewissheit für eine derartige Rekonstruktion. Sie hält Jereruk für die Übernahme des Typus der syrischen Weitarkadenbasilika, die durch weite Jochabstände gekennzeichnet ist und insgesamt von einer zweistufigen hölzernen Dachkonstruktion überdeckt wurde. Nikolaj Michajlovic Tokarskij (1961) nimmt eine Mittelposition ein, indem er ein Holzdach über dem Mittelschiff und tonnenüberwölbte Seitenschiffe vorschlägt. Für Armen Khachatrian (1961) war das Mittelschiff nach dem Vorbild des traditionellen armenischen Wohnhauses mit einem hölzernen Kraggewölbe (armenisch hazaraschen) überdeckt, in dessen Mitte sich eine Rauch- bzw. Lichtöffnung (jerdik) befand.

## Bauornamentik

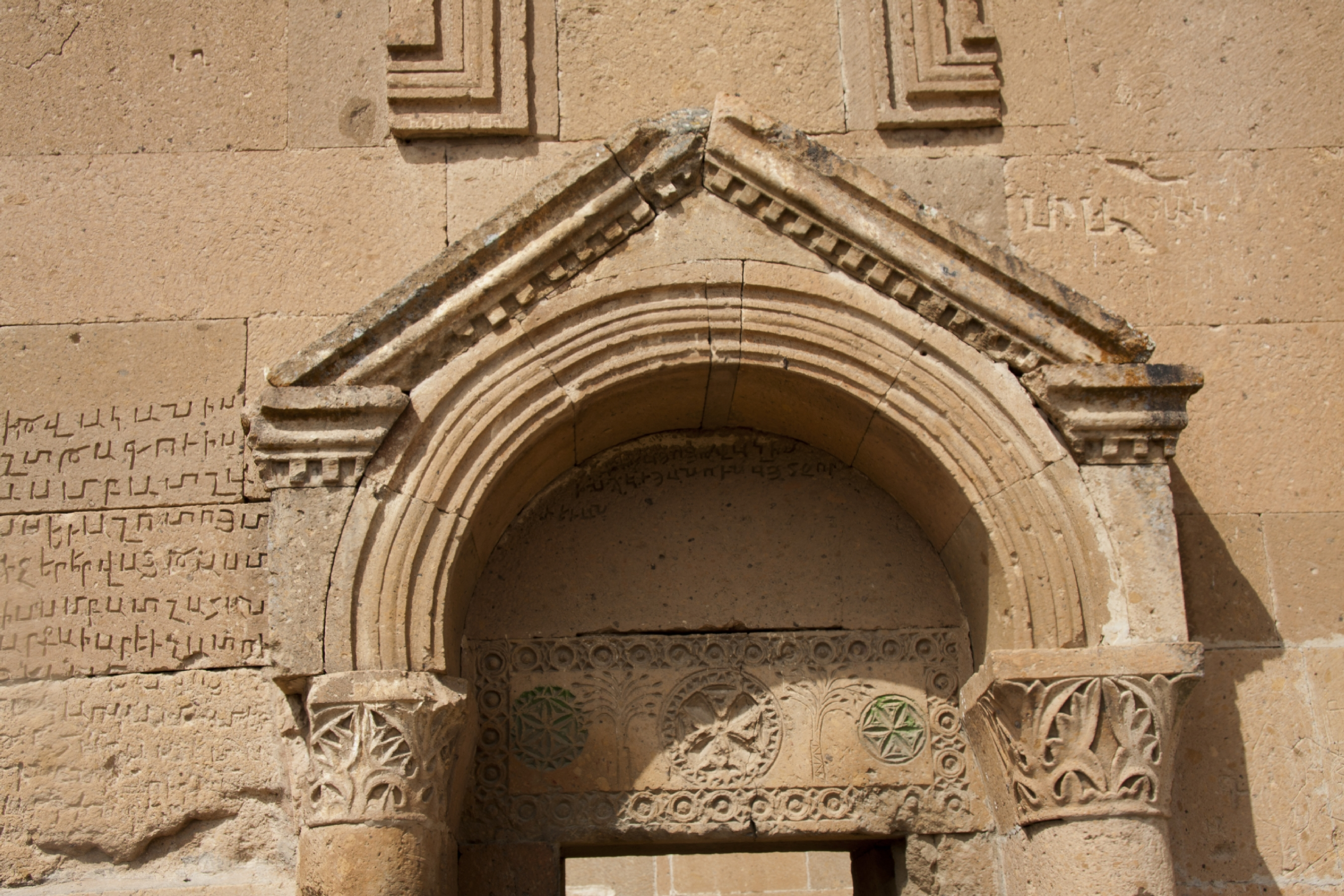
Östlicher Türsturz der Südseite

Die auf Halbsäulen gestützten Portalvorbauten an der Südfassade gehen auf griechisch-römische Vorbilder zurück. Am östlichen Portal ist ein Kapitell mit einem stilisierten, flächigen Akanthus erhalten, dessen Gestaltung von korinthischen Kapitellen abgeleitet ist. Die Giebeldächer über den Portalen mit Zahnschnittgesimsen umgeben profilierte Hufeisenbögen. Die einzelnen Säulen seitlich der Eingänge kommen so auch an der Kathedrale von Awan vom Ende des 6. Jahrhunderts vor. Auf dem Sturz über der westlichen Tür ist ein flaches Kreuzmedaillon abgebildet, das von zwei Palmen umgeben ist. Dieselbe Kombination auf dem östlichen Türsturz wird auf jeder Seite durch ein Medaillon mit einer sechsblättrigen Blüte ergänzt. Die Rundbogenfenster werden von einem hufeisenförmigen Fries umrahmt, der bis auf die Höhe der Portalgiebel herabreicht und in nach außen abknickenden kurzen Armen endet. Diese aus Syrien stammende Form kommt ansonsten in Armenien nicht vor. Den Westeingang umrahmt eine hufeisenförmige Wandarkade mit Rillenprofil, die sich über die Säulen spannt. Die Kapitelle tragen stilisierte Akanthusblätter. Der Türsturz enthält ebenfalls mittig ein Kreuzmedaillon. Zu beiden Seiten blickt ein Steinbock zur Mitte.
Im Innern sind der Triumphbogen und das Gesims an der Apsiskalotte mit einem Zahnschnittfries verziert. An den Kapitellen der Apsis und eines Pilasters kommen Kreuzmedaillons und Rosetten vor. Weitere Reste von Kapitellen mit Kreuzmedaillons liegen verstreut zwischen Mauersteinen am Boden in der Umgebung.

## Inschriften und Funktion

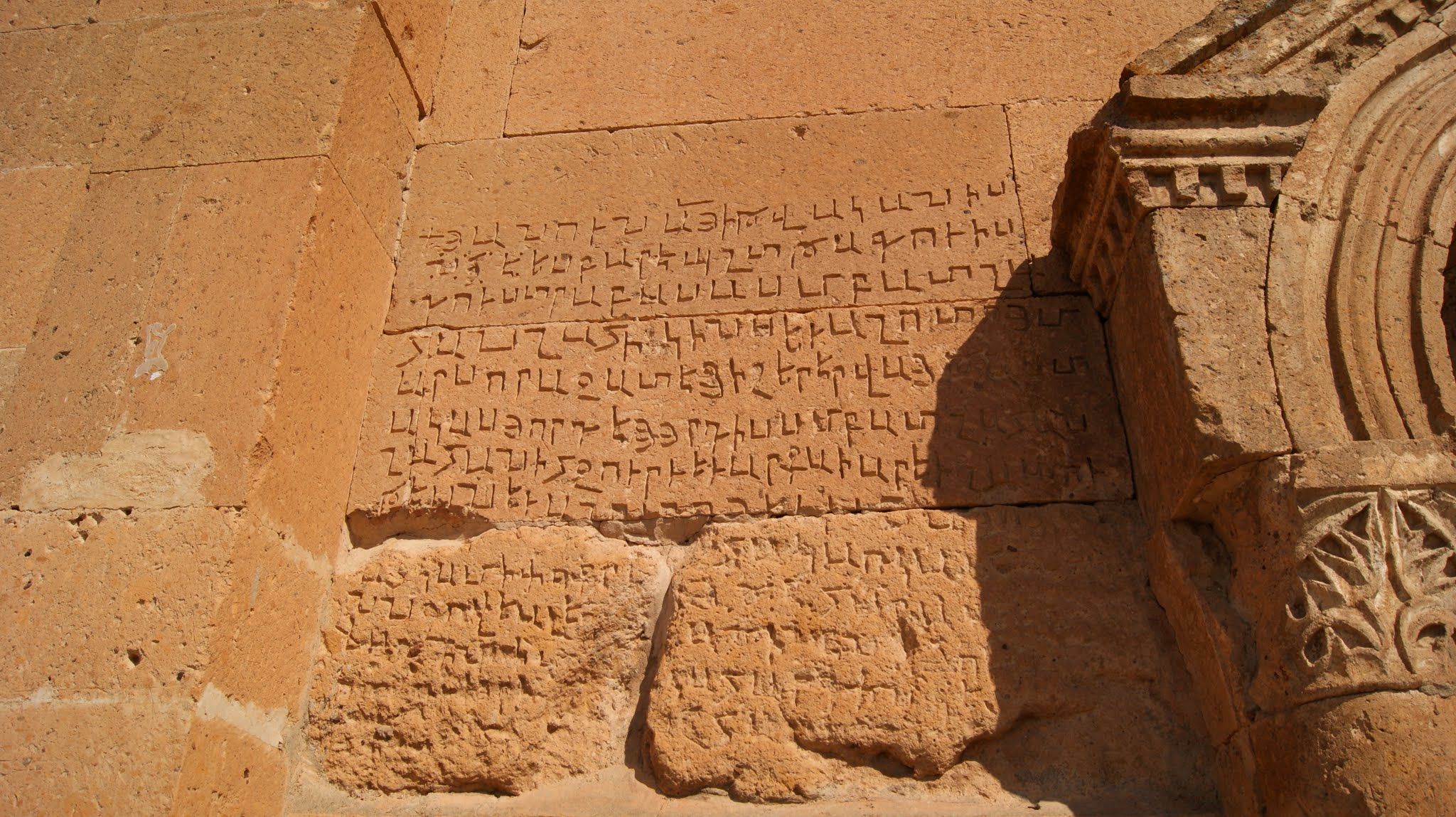
Inschrift von 1038. Detail des obigen Bildes

Eine heute verschwundene griechische Inschrift befand sich an der Südfassade, die nach der Lesung von Nikolai Marr den Satz enthielt: „Das Haus ... ist dein Heiligtum oh Herr bis ans Ende der Tage.“ Die Inschrift muss vor dem 7. Jahrhundert abgefasst worden sein, weil nur an der Kathedrale von Swartnoz noch Mitte des 7. Jahrhunderts griechische Schriftzeichen anstelle der im 5. Jahrhundert allgemein eingeführten armenischen Schrift auftauchen.
Eine Inschrift links neben dem östlichen Portal der Südwand lautet: „Im Namen Gottes im Jahr 487 habe ich, die fromme Königin, Tochter des Abas, Gemahlin des Šanhanšah Smbat und Mutter des Ašot, die Bewohner von Yereruyk für das ewige Leben des Smbat, des mächtigen Šahanšah und Herrschers, befreit. Wer sich dieser Urkunde widersetzt, von Adel oder aus dem einfachen Volk, sei verdammt von den 318 Patriarchen.“ Die Jahreszahl 487 des armenischen Kirchenkalenders entspricht 1038 n. Chr.
Einen Hinweis auf die Funktion der Kirche liefert eine Inschrift am östlichen Pilaster der Nordwand: „Ich, der Priester Jakob, kam aus Kagaku-daşt durch Christus an diesen Ort in das Martyrium des Hl. Prodromos für die Fürbitte für die wahren Gläubigen; dieses Martyrium erneuerte ich im Namen des Prodromos und Erstmärtyrers.“ Der aus acht Zeilen bestehende Text wird in das 10. Jahrhundert datiert. Laut Priester Jakob war die Kirche Johannes Prodromos, (griechisch „Johannes der Vorläufer“, Johannes der Täufer als Wegbereiter Christi) gewidmet. Die Kirche lag in vorarabischer Zeit im Einflussbereich der mächtigen armenischen Kamsarakan-Fürsten, die Nachkommen der armenischen Arsakiden waren. Sie könnte ein abgelegenes Pilgerzentrum gewesen sein. Hierfür sprechen die architektonisch hervorgehobene West- und Südseite, die bei syrischen Pilgerkirchen üblich war, bislang nicht freigelegte Mauerreste der Umgebung, die als Mausoleum interpretiert werden, und die Anlage des Wasserbeckens.